# 朱銘盤
朱銘盤（1852年—1893年），字曼君，江苏省泰兴县人。
生于清咸丰二年（1852年），光绪八年（1882年）举人。四次会试不第。光绪八年，随吳長慶去朝鲜。光绪十四年，至金州，成為張明光幕僚。“其學長于史，兼工詩古文，著《晉會要》一百卷及《桂之華軒詩文集》”。另著有《宋齐梁陈会要》、《四裔朝献长编》。光绪十九年（1893年）卒于旅顺。